# Willy Signori e vengo da lontano
Willy Signori e vengo da lontano è un film del 1989 diretto da Francesco Nuti.
Il film è uscito nelle sale italiane il 20 dicembre 1989.

## Trama
Willy Signori è un giornalista di cronaca nera, fidanzato con Alessandra, una donna bella ma arcigna, e legato a un gruppo di amici ben solido; egli ha inoltre un fratello, Ugo, bloccato sulla sedia a rotelle, che gioca spesso e volentieri a fare la vittima, finendo quindi per provocare litigi furiosi. 
Una sera, al volante della propria macchina, Willy si scontra frontalmente contro un'altra vettura che viaggia contromano il cui conducente, in stato di ubriachezza, muore. La vittima aveva una giovane compagna incinta, Lucia: questa si presenta al giornale in cui Willy lavora accusandolo di essere l'assassino del compagno e lui, sentendosi moralmente responsabile dell'accaduto, la va a trovare promettendole aiuto. Ma Lucia non vuole ascoltarlo e lo sbeffeggia facendo l'esatto contrario di ciò che le chiede.
Nonostante tutto, Willy continua a prendersi cura della giovane, trascurando lavoro e affetti. Lucia col tempo inizia a provare un sentimento per lui, scatenando così la reazione della fidanzata, che va a parlare con lei e le intima di sparire. Cerca di comprarla con un assegno da 40 milioni di Lire, che però la ragazza, una volta rimasta sola, getta nel wc.
Willy, dopo averla cercata invano, trova l'assegno nel bagno e capisce tutto. Pianta la fidanzata e parte col fratello per un viaggio in Nordafrica, destinazione Ouarzazate, in Marocco. Qui, sotto un sole implacabile, ritrova Lucia, con cui fa appena a tempo a dichiararsi prima che le doglie costringano la ragazza al ricovero in ospedale.

## Accoglienza
Il film si è classificato al 6º posto tra i primi 100 film di maggior incasso della stagione cinematografica italiana 1989-1990.

## Riconoscimenti
- 1990 - David di Donatello
  - Candidatura al Miglior attore non protagonista a Alessandro Haber
- 1990 - Nastro d'argento
  - Miglior attore non protagonista a Alessandro Haber
  - Candidatura alla Migliore attrice protagonista a Isabella Ferrari
- 1990 - Ciak d'oro
  - Candidatura al migliore attore non protagonista a Alessandro Haber
  - Candidatura alla migliore colonna sonora a Giovanni Nuti